# 御荷鉾山系
御荷鉾山系（みかぼさんけい）は、群馬県南西部にある山系であり、上武山地の群馬県側を形成する。山中を御荷鉾スーパー林道が東西に貫く。

## 地形

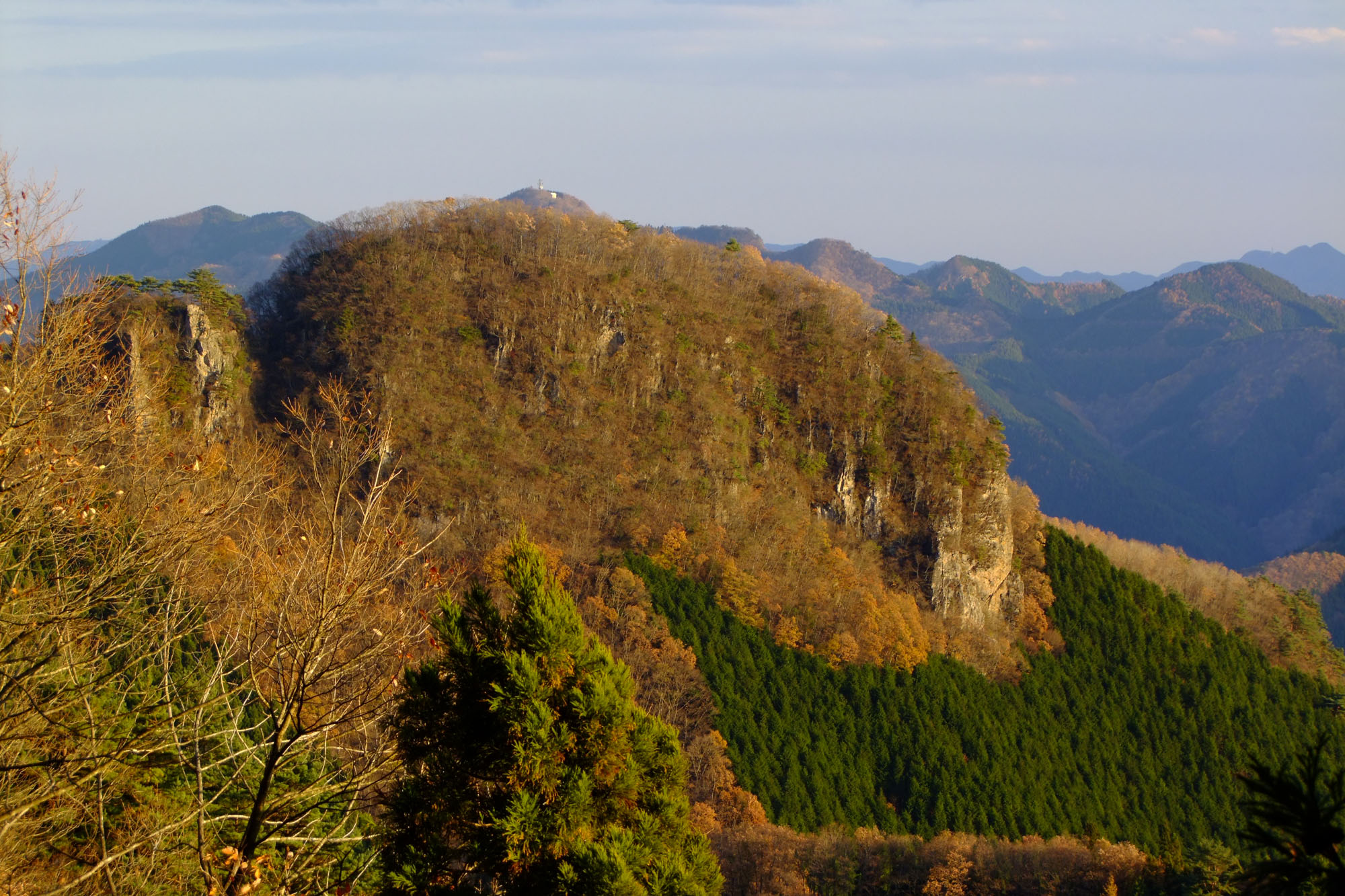
愛宕山

御荷鉾山系は群馬県の南西部に位置する山系である。南を神流川、北を鏑川および支流の南牧川に挟まれた山域をさす。十石峠付近で関東山地の上信国境から分岐し、東へ延びる。南西部から南部にかけて1000m以上の尾根が続き、本山系の主軸となる。最高峰は赤久縄山（1522.3m）だが、平野部からよく目立つのは東西御荷鉾山である。全般になだらかな山容であるが、一部に切り立った崖が見られる（愛宕山など）。

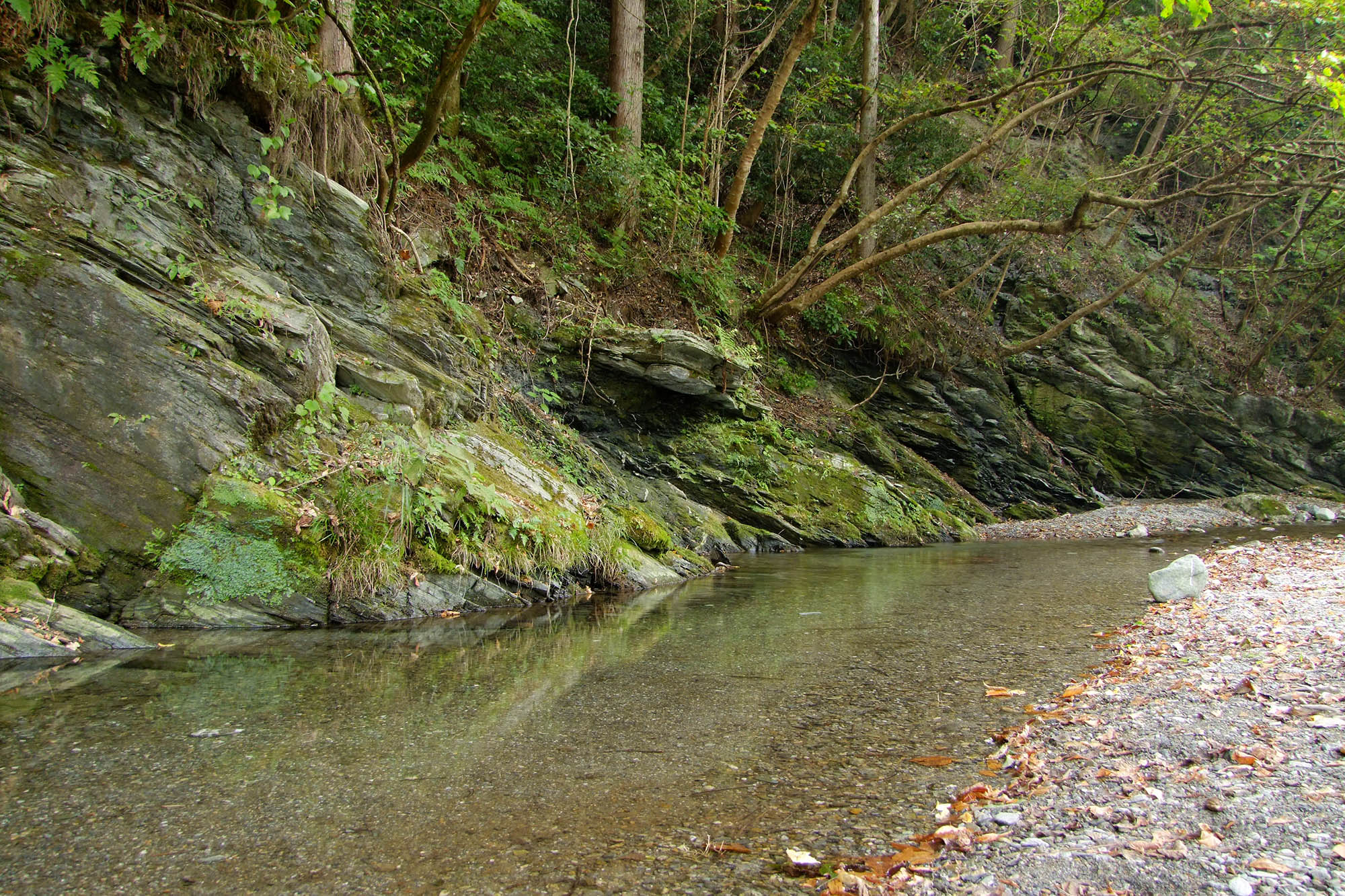
三波川

御荷鉾山系中の河川の多くは、ほぼ南または北に流れ、急流のまますぐに神流川または鏑川に合流する。この中で雄川、鮎川および三波川が比較的長大であり、流域に集落が開ける。

## 地質
御荷鉾山系の地質は、西部が中生代ジュラ紀の付加帯である秩父帯、東部が同白亜紀の変成岩帯である三波川帯であり、その境界に御荷鉾層が位置する。
本山系における秩父帯には、中生代の砂岩や頁岩などの堆積層に、古生代の玄武岩ブロックや古生代 - 中生代のチャートブロックがメランジュ状に分布する。とくにチャートは周囲よりも堅く浸食に強いため、地形の節で述べたような、切り立った崖を形成する。
一方東部の三波川帯は、主にジュラ紀 - 白亜紀の、低温高圧型の変成作用を受けた結晶片岩からなる。主に緑色片岩からなり、一部に紅簾片岩を含む。これらの転石が河床を緑や赤に彩る（三波川、三波石峡など）。また、産出する三波石は庭石として利用される。三波川帯を構成する結晶片岩は地滑りを起こしやすく、行政により災害対策が取られている。
秩父帯と三波川帯の境界は御荷鉾層または御荷鉾構造線と呼ばれる。御荷鉾層は、西よりおおよそ稲含山東斜面 - オドケ山北西を北西 - 南東方向に走り、その向きを東西方向に変え、東西御荷鉾山 - 雨降山 - 下久保ダムのあたりを走る。御荷鉾層は主に中生代ジュラ紀の玄武岩から変成した緑色片岩からなり、一部に枕状溶岩もみられる。御荷鉾層は周囲と比べ比較的柔らかく風化されやすい。このため、御荷鉾層に含まれる東西御荷鉾山およびオドケ山は、特徴的な丸みのある山容となる。
また、北縁には中央構造線が走り、その北は標高400m程度の第三紀の堆積層となっている（牛伏山など）。
三波川帯の模式地は本山系を流れる三波川、御荷鉾層の模式地は御荷鉾山である。

## 植生
標高の低いあたりではシイ、カシ等の照葉樹林に、コナラ、クヌギ、カエデ、マツなどの落葉樹林が混在する。照葉樹林帯はおおよそ標高450〜600mを上限とする。おおよそ標高900〜1000m程度まではコナラやカエデ、マツなどの雑木林様であり、それより高くなるとカラマツ、ミズナラ、シラカンバなどが主な樹種となる。最も標高が高い赤久縄山頂でも樹木が育成しており、森林限界には達しない。
本山系は林業が盛んであり、上記に加えてスギ、ヒノキからなる人工林が麓から山頂近くの標高1000m付近まで広がる。特に低山域では人工林の中に、自然植生である照葉樹林や、二次植生である落葉樹林がパッチ状に分布するほど、人工林が支配的となる。

## 気候

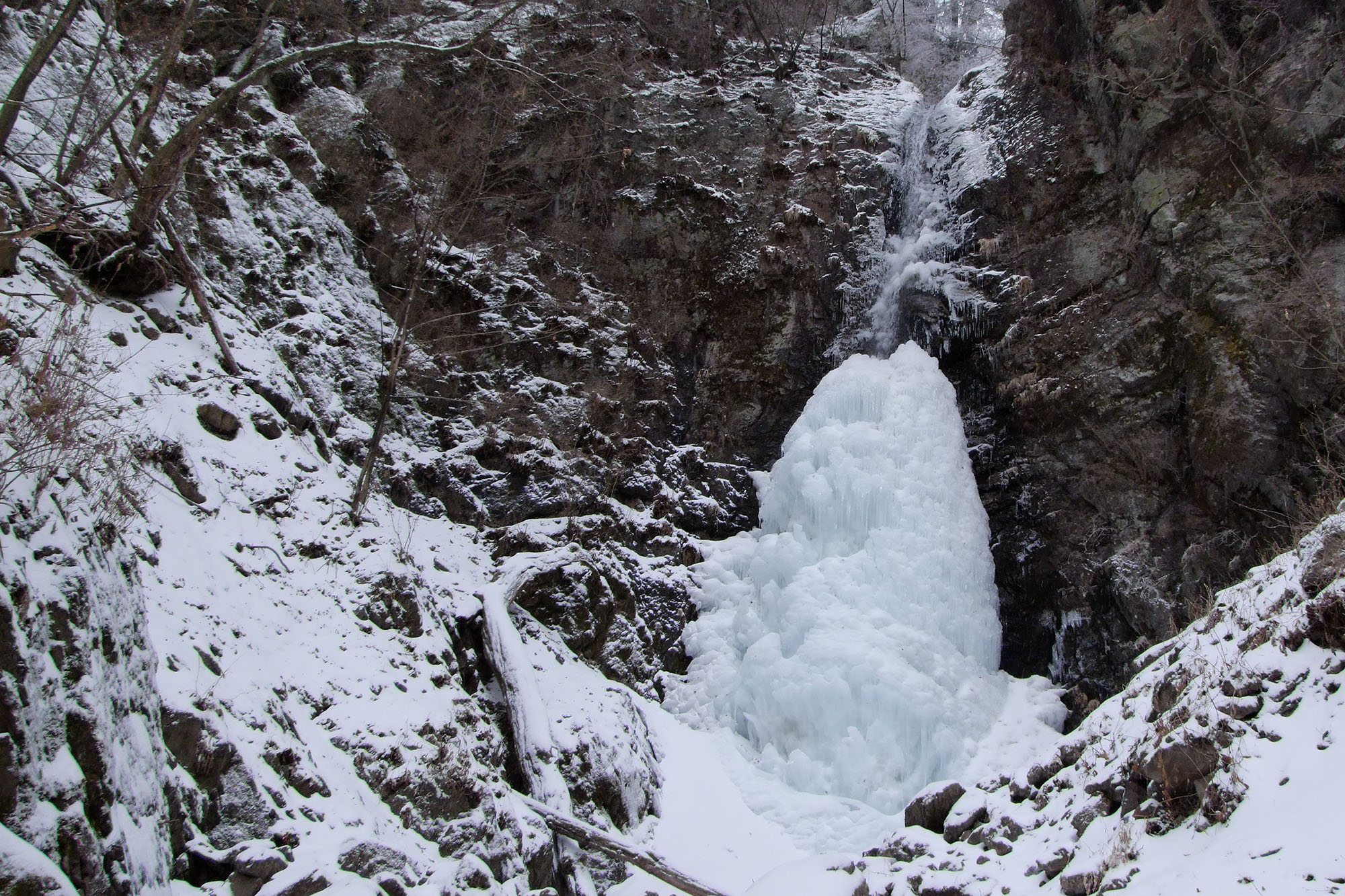
早滝の氷瀑

本山系は太平洋側気候に属し、夏季は多雨多湿、冬季は少雨乾燥という特徴を持つ。年降水量は1,000〜1,400mm程度である。夏季には雷雨が多発する。平野部では「御荷鉾の三束雨」と言われ、御荷鉾山に雷雲がかかると麦束を三束たばねる間もなく雷雨が降り出すと言われる。一方冬期は乾燥しており、北〜北西からの「からっ風」が吹き込む。積雪は少ないが大変寒く、早滝、小豆の滝、上平の氷瀑など、氷瀑も見られる。

## 登山
御荷鉾山系の東西に延びる主軸は、山中を御荷鉾スーパー林道が横断するため、自家用車であればアクセスは比較的容易である。春から夏にかけての花（ヤシオツツジ、ニッコウキスゲ等）、秋の紅葉、冬の氷瀑（早滝など）が見所である。御荷鉾山の山腹にみかぼ高原荘があり、宿泊設備および日帰り入浴設備を提供するほか、御荷鉾山系の登山企画を主催することもある。
また、桜山は、日本さくら名所100選に選ばれ、春のソメイヨシノの他に、晩秋の冬桜が有名である。麓の八塩温泉または鬼石神社からハイキングコースが整備されている。
2009年より毎年11月に、本山系にてトレイルランニングの大会が開催されている。

## 信仰

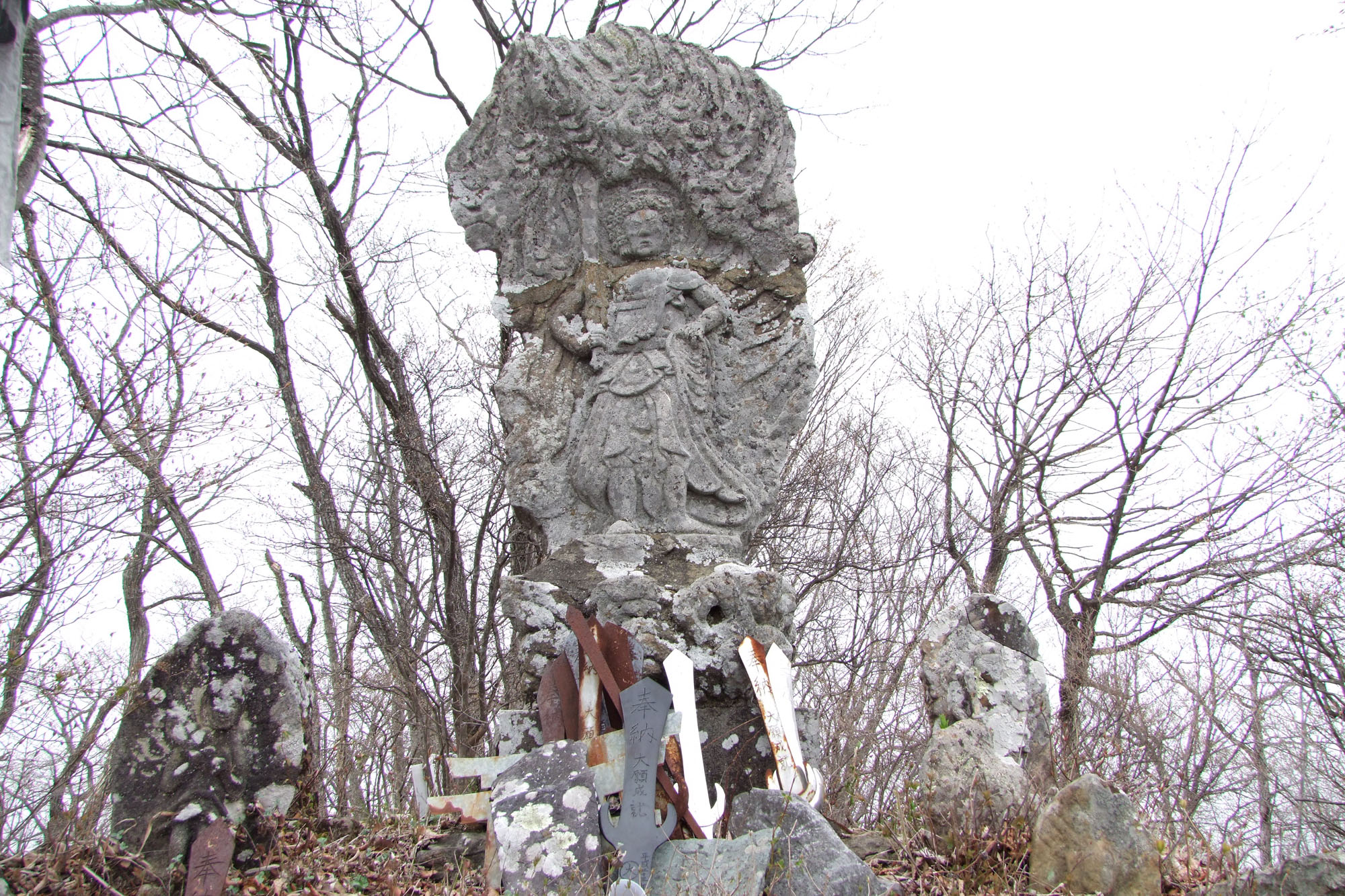
西御荷鉾山山頂の不動明王像

御荷鉾山系は古くから信仰の山である。特に御荷鉾山は不動明王信仰が盛んであり、山頂に不動明王像がまつられている。西御荷鉾山の山頂付近は大の字に刈り込まれているが、これも不動明王に関わる伝承が元となっている。さらに、周辺の滝に不動の名を持つもの、不動堂が隣接するもの、不動明王がまつられているものが多い（妹ヶ谷不動の滝、入沢の滝など）。
一方、稲含山は古くから農耕の神として信仰され、甘楽町側に秋畑稲含神社、下仁田町側に稲含神社がある。

## 産業

### 林業

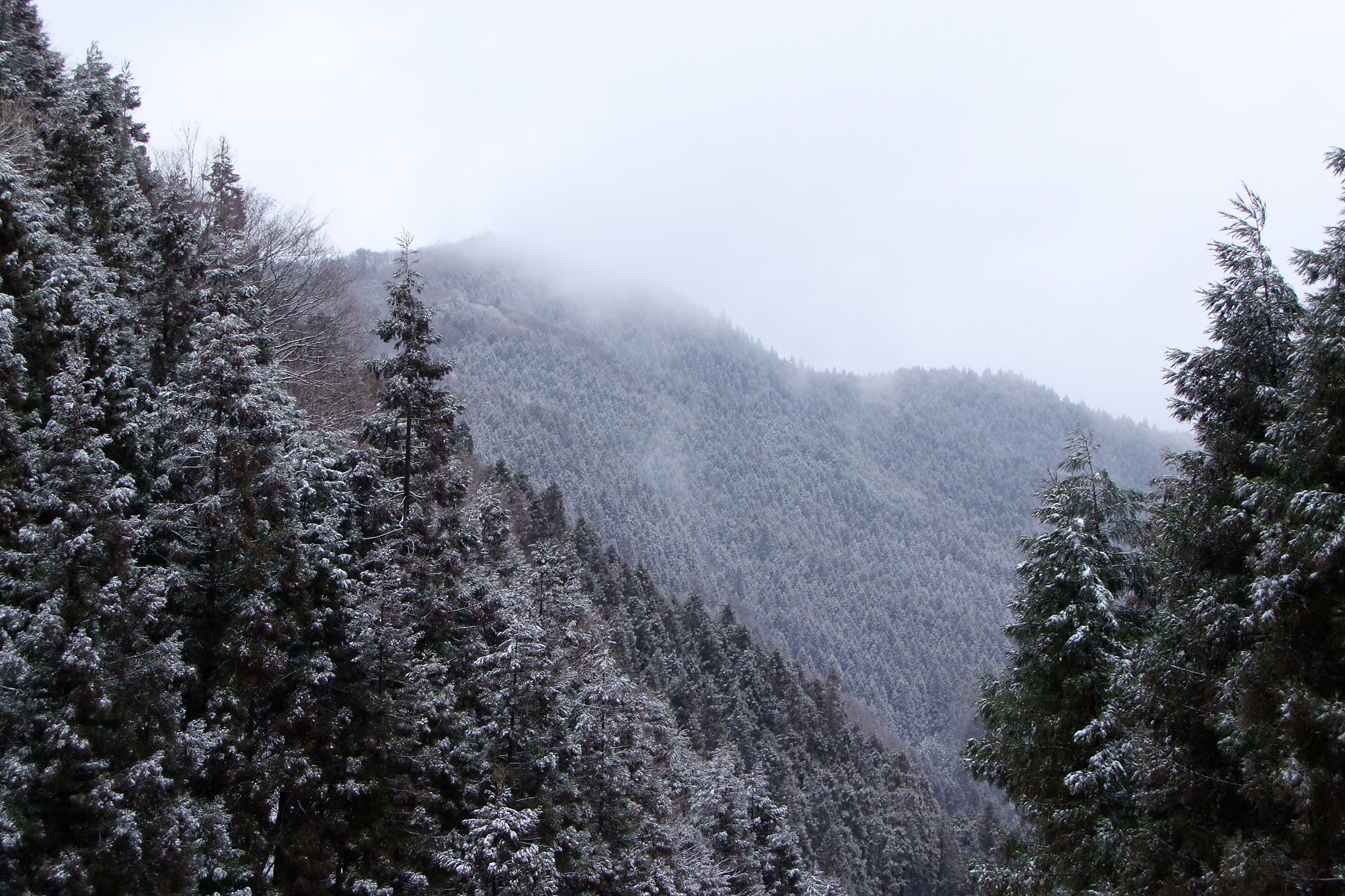
御荷鉾林業地帯

本山系は林業が盛んであり、群馬県内でも有数の林業地帯である、御荷鉾林業地帯および鏑川林業地帯を有す。御荷鉾林業地帯は、藤岡市の日野地区、鬼石地区および神流町にまたがる。藤岡市の県産材センター内に原木市場を有し、群馬県内最大の取扱量となっている。鏑川林業地帯は下仁田町、富岡市、南牧村にまたがる。鏑川林業地帯はその麓に製材工場群を有し、木材の高付加価値化に取り組んでいる。

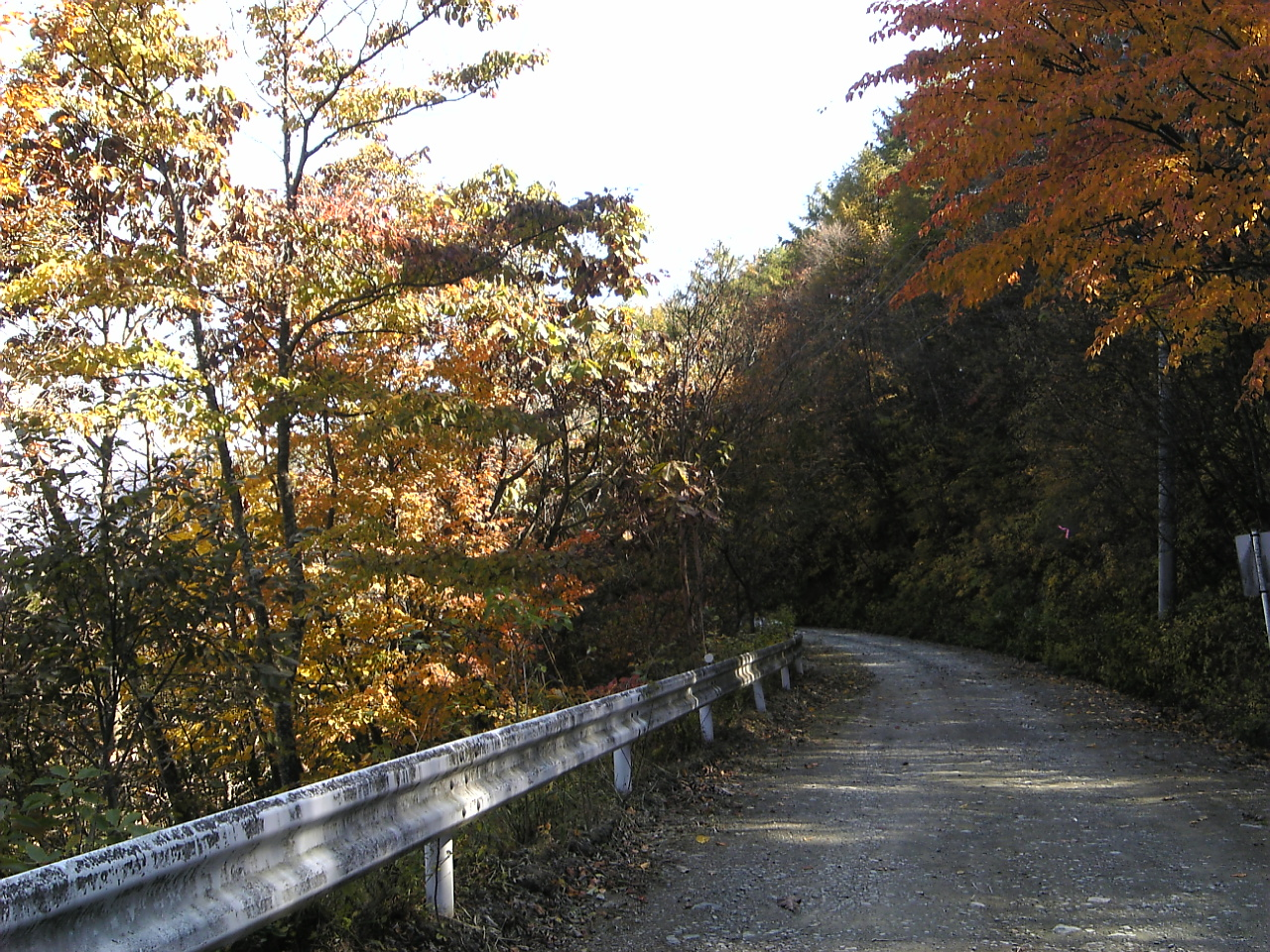
御荷鉾スーパー林道塩沢峠西方（2009年10月）

御荷鉾スーパー林道が本山系の尾根沿いに東西に、ここから支線となる林道が南北に走る。

### 採石

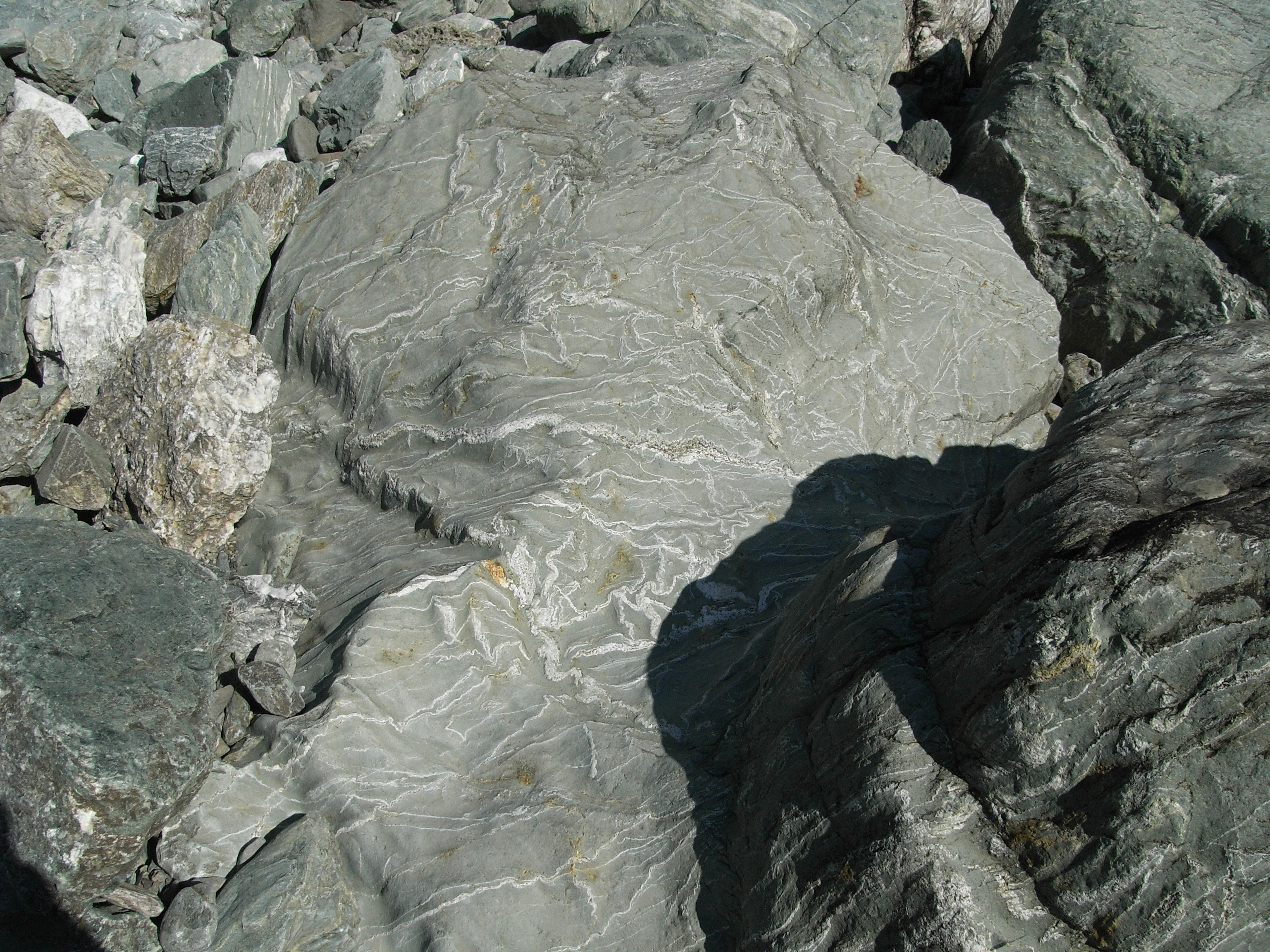
三波石

本山系の東部は、三波川帯および御荷鉾層からなり、緑色および紅色の変成岩である三波石を産出する。特に藤岡市鬼石地区において、これの採石、加工、販売が盛んであり、主に国道462号沿いおよび県道177号沿いに三波石の加工、販売店が点在する。昭和30年代頃までは、三波川の河床より直接採石していた。現在は山中の採石場で採石し、これを神流川および三波川沿いの加工場で加工し、販売、出荷している。

### 鉱業
本山系における鉱山開発例は少なく、いずれも現在は廃坑となっている。
- 戦前から戦中にかけ、多野鉱山（藤岡市鬼石地区）でニッケルが採鉱された。これの運搬のため、上武鉄道日丹線が敷設された。
- 大水鉱山（南牧村）からは輝安鉱が産出し[15]、アンチモンが採鉱された。

### レジャー・観光
本山系の山裾、特に鏑川沿いおよび鮎川沿いは、ゴルフ場が密集する。特に鮎川沿いでは、御荷鉾山山腹の標高600m付近までゴルフコースが整備されている。関越自動車道藤岡インターチェンジおよび上信越自動車道の各インターチェンジから近く、都心から日帰りでの利用が可能である。
本山系は火山を有しないため、高温の温泉は有しない。主に海成層であるため、ナトリウム-塩化物冷鉱泉が湧出し、これを暖めた温泉が開発されている。藤岡市鬼石地区の八塩温泉が古くから知られているほか、鮎川沿いの鮎川温泉、上野村の塩ノ沢温泉、下仁田町の下仁田温泉等が開発されている。特に八塩温泉および鮎川温泉は、上述したゴルフ客の宿泊施設としても機能している。

## 主な山
- 烏帽子岳
- 日陰山
- 日向山
- 南小太郎山
- 稲含山
- 白髪岩 - 原三角点
- 赤久縄山 - 御荷鉾山系の最高峰（1522.3m）。一等三角点
- 愛宕山
- オドケ山
- 西御荷鉾山
- 東御荷鉾山
- 雨降山
- 桜山 - 日本さくら名所100選
- 牛伏山 - 万葉集でうたわれる「多胡の嶺」：多胡の嶺（ね）に 寄せ綱延（は）へて 寄すれども あにくやしづし その顔良きに （東歌 14-3411）

## 自治体
- 上野村
- 神流町
- 藤岡市
- 高崎市
- 甘楽町
- 富岡市
- 下仁田町
- 南牧村